# 森卓也
森 卓也（もり たくや、1933年 - ）は、日本のアニメーション研究者。映画、演芸、テレビドラマの評論家。
実兄は作曲家・音楽評論家の森一也。

## 略歴
愛知県一宮市生まれ。1953年、南山大学中退。1956年から1979年まで尾西市役所に勤務しながら執筆活動を続ける。
公務員生活の傍ら、1963年雑誌「映画評論」に「動画映画の系譜」を掲載し、アニメーション研究に道を開く。日本で初めて「アニメーション」と題した著作を刊行。
1964年度から2004年度まで毎日映画コンクールアニメーション賞選考委員を務めた。2016年度、文化庁映画賞授賞。

## 著書
- アニメーション入門  美術出版社 1966
- アニメーションのギャグ世界 森卓也 著 奇想天外社 1978
  - 定本アニメーションのギャグ世界 森卓也 著 アスペクト 2009
- 世界アニメーション映画史 伴野孝司, 望月信夫 共著,森卓也 監修,並木孝 編 ぱるぷ 1986
- シネマ博物誌 : エノケンからキートンまで 森卓也 著 平凡社 1987
- アラウンド・ザ・ムービー 森卓也 著 平凡社 1989
- シネアストは語る 3 岡本喜八, 森卓也, 名古屋シネマテーク / 名古屋シネマテーク 1991 (名古屋シネマテーク叢書 ; no.3)
- シネアストは語る 4 マキノ雅弘, 森卓也, 名古屋シネマテーク / 名古屋シネマテーク 1992 (名古屋シネマテーク叢書 ; no.4)
- ニッポン映画戦後50年 : 1945～1995 映画と風俗でたどる昭和～平成の時代 / 森卓也 沢田竜夫, 鶴田浩司, 佐藤利明, 須賀隆 (著) 朝日ソノラマ 1995
- 映画この話したっけ 森卓也 著 ワイズ出版 1998
- クラシック名画50選 石上三登志, 森卓也 監修・執筆,原沢美友希 編 PD Classic 2000
- 映画そして落語 森卓也 著 ワイズ出版 2001
- 森卓也のコラム・クロニクル : 1979-2009 森卓也 著,和田尚久 編 トランスビュー 2016

## その他
収集した映画・アニメに関する資料の多くは2023年に岐阜県羽島市の羽島市歴史民俗資料館・映画資料館に寄贈されている。